# Wadi Siji
El Wadi Siji (en árabe: وادي السيجي‎, romanizado: Wādī As Sījī), es un valle o río seco, con caudal efímero o intermitente, que fluye casi exclusivamente durante la temporada de lluvias, situado al noreste de los Emiratos Árabes Unidos, en los emiratos de Fuyaira y Ras al Jaima. 
Forma su propia cuenca hidrográfica, que tiene una superficie aproximada de 88 kilómetros cuadrados, una longitud aproximada del wadi principal de 15 kilómetros, y una elevación máxima de 1.124 m s.n.m., limitando al este con la divisoria de la cadena montañosa que separa la cuenca del Golfo Pérsico de la cuenca del Golfo de Omán, y con las cuencas hidrográficas del Wadi Basseirah, Wadi Zikt, Wadi Wurayah y Wadi Safad.
Una parte significativa de la parte superior de la cuenca hidrográfica del Wadi Sifi, al este de la misma, fue integrada en 2009, por Decreto emitido por el Gobierno de Fuyaira, en la zona natural protegida actualmente denominada Parque Natural Wadi Wurayah, en calidad de zona de amortiguación.
El wadi nace en la zona montañosa situada al norte de la ciudad de Masafi, y discurre hacia el sur y suroeste rumbo al pueblo de Siji,  virando después hacia el oeste, hacia las llanuras desérticas del interior, en dirección hacia la ciudad de Dhaid, disipándose en la arena sin llegar a alcanzar la costa del Golfo Pérsico.
Durante mucho tiempo ha sido una ruta estratégica que conecta el interior y la costa este de los Emiratos Árabes Unidos. 
La zona se publicita como destino de ecoturismo, pero la realidad es que buena parte del área por la que discurre el Wadi Siji y montañas circundantes ha sufrido en los últimos años un enorme e irreparable deterioro medioambiental, por la explotación a cielo abierto de grandes canteras y actividad minera.
La red ferroviaria Etihad, en proceso de planificación, tiene previsto pasar por el Wadi Siji  y se construirá una instalación de carga en el pueblo de Siji como parte de la segunda fase del despliegue de la red.
Se han realizado hallazgos de petroglifos y tumbas en el Wadi Siji, y se han encontrado petroglifos que representan principalmente caballos y jinetes. En la zona también se encuentran restos de antiguas explotaciones de cobre, especialmente en el cercano Wadi Ashwani, afluente por la derecha del Wadi Sifuni.

## Presas y embalses
Como la mayoría de los wadis de Emiratos Árabes Unidos, el Wadi Siji, sufre ocasionalmente importantes inundaciones.
Para prevenir el peligro de inundaciones repentinas y aumentar el potencial de recarga de aguas subterráneas, se construyó en 2001, en el cauce del Wadi Siji, una presa de 11 metros de altura, con un embalse de 0,21 km² y capacidad de un millón de metros cúbicos, denominada Siji Dam (coordenadas: 25°16′31″N, 56°2′E), que complementó la antigua presa ya existente desde los años 1970 (coordenadas: 25°15'09.1"N 56°05'15.1"E).
Simultáneamente, se construyeron dos presas más pequeñas: Siji Breaker (1), de 5 metros de altura, con un embalse de 0,0135 km² y capacidad de 0,1 millones de metros cúbicos (coordenadas: 25°6′19″N, 56°1′9″E), y Siji Breaker (2), de 6 metros de altura, con un embalse de 0,45 km² y capacidad de 0,042 millones de metros cúbicos (coordenadas: 25°15'27.6"N 56°06'08.6"E).

## Toponimia
Nombres alternativos: Wadi Nakh, Wadi Siji, Wadi as Siji, Wādī Nakh, Wādī Sījī, Wādī as Sījī, Wadi Sijji.
Los nombres del Wadi Siji y sus afluentes, quedaron registrados en la documentación y mapas elaborados entre 1950 y 1960 por el arabista, cartógrafo, militar y diplomático británico Julian F. Walker, durante los trabajos efectuados para el establecimiento de fronteras entre los entonces denominados Estados de la Tregua, completados posteriormente por el Ministerio de Defensa del Reino Unido, en mapas a escala 1:100.000 publicados en 1971.
También consta, con la grafía Wadi Siji, en el mapa publicado en 1957 por el Cuerpo de Ingenieros del ejército estadounidense.
En el Atlas Nacional de Emiratos Árabes Unidos consta con la grafía Wādī As Sījī (en árabe: وادي السيجي‎).

## Población
Toda el área próxima al Wadi Siji estuvo poblada principalmente por la tribu Sharqiyin, repartida entre las zonas tribales de Zahum  y Hafaitat / Ḩufaitāt.